# Poganesd

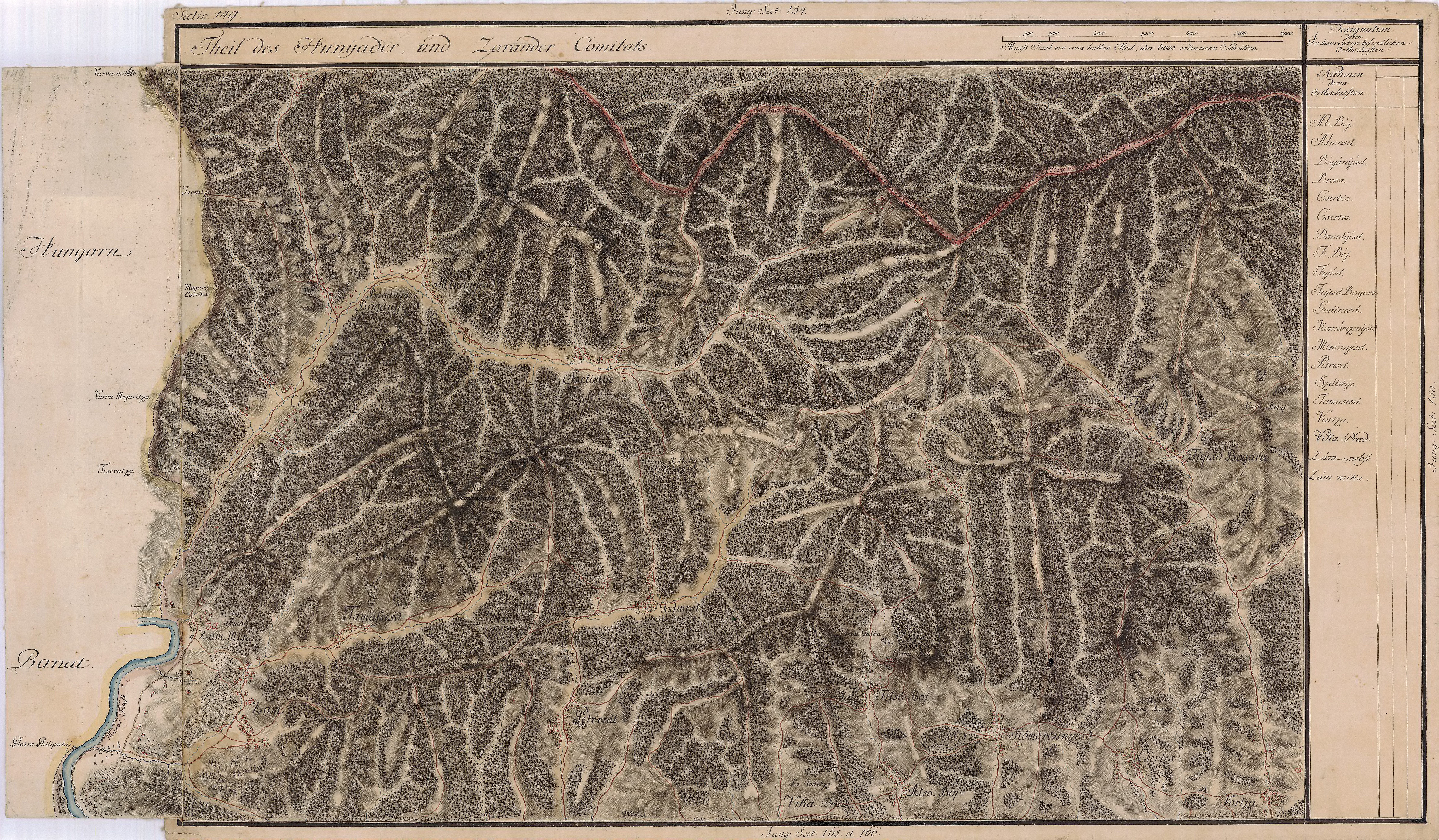
Poganesd egy régi térképen

Poganesd románul: Pogănești, falu Romániában, Erdélyben, Hunyad megyében.

## Fekvése
Illyétől északnyugatra, Zámtól északra, Cserbia, Almasel és Mikanesd közt fekvő település.

## Története
Poganesd nevét 1468-ban p. Poganesth néven említette először oklevél, mint Illye város birtokát. 1733-ban Paganest, 1750-ben Poganest-Cserbija, 1760–1762-ben Poganesd, 1805-ben Pogánesd, 1808-ban Poganyesd, Paganyesd, 1861-ben Paganesd, 1913-ban Poganesd néven írták.
A trianoni békeszerződés előtt Hunyad vármegye Marosillyei járásához tartozott.
1910-ben 307 lakosából 304 román, 3 magyar, ebből 304 görök keleti ortodox volt.

## Nevezetességek
- 18. századi ortodox fatemploma a romániai műemlékek jegyzékében a HD-II-m-B-03415 sorszámon szerepel.[1]